# 植垣節也
植垣 節也（うえがき せつや、1927年〈昭和2年〉 - 2012年〈平成24年〉）は、日本の国文学者・作家。
兵庫教育大学名誉教授。

## 経歴
京都府生まれ。親和女子短期大学助教授、兵庫教育大学教授を歴任。1992年に定年退官、名誉教授。
『VIKING』に属して上垣青二の筆名で小説も書いた。

## 著書
- 『風土記漢字索引』京都大学生活協同組合印刷部（印刷所）、1961 - 1965年
- 『風土記の研究並びに漢字索引』風間書房、1972年
- 『閑暇庵先生の述懐』上垣青二 Viking club、1975年
- 『方違神社 研究と史料』皇学館大学出版部、1978年
- 『文章表現の技術』講談社現代新書、1979年
- 『小説・出雲の国風土記』近代文芸社、1983年
- 『古典解釈論考』和泉書院、1984年
- 『山氏神社 研究と史料』兵庫教育大学国文学研究室、1984年

### 共著など
- 『基礎からマスター小論文』樺島忠夫共著 三省堂、1994年
- 『新編日本古典文学全集 5 風土記』小学館、1997年
- 『風土記を学ぶ人のために』橋本雅之共編 世界思想社、2001年
- 『日本書紀 下』小島憲之、直木孝次郎、西宮一民、蔵中進、毛利正守共校訂・訳 小学館、2007年 日本の古典をよむ